# 4637 Odorico
4637 Odorico eller 1989 CT är en asteroid i huvudbältet som upptäcktes den 8 februari 1989 av den tyske astronomen Johann M. Baur vid Chions-observatoriet. Den är uppkallad efter den italienska astronomen Sandro D'Odorico.
Asteroiden har en diameter på ungefär 6 kilometer och den tillhör asteroidgruppen Nysa.